# Дніпропетровський агрегатний завод
Дніпропетровський агрегатний завод, ВАТ — підприємство авіабудівного комплексу, єдиний[джерело?] в Україні виробник гідравліки гірництва, зокрема для механізованих комплексів, очисних і прохідницьких комбайнів. Виробляє гідророзподілювачі (ручні та дистанційні), гідростійки, гідроклапани і гідрозамки, які застосовуються на всіх шахтах України, а також у країнах ближнього зарубіжжя. Розташований у Чечелівському районі, Дніпропетровська область.

## Історія та здобутки
Засноване в 1926 році, підприємство виросло в найбільшого українського виробника авіаційних агрегатів, які використовуються у військовому і цивільному літакобудуванні. Сьогодні це потужне високотехнологічне і мобільне виробництво, що забезпечує повний цикл виготовлення авіаційних агрегатів, керуючої шахтної гідравліки і спеціальних електроприводів. Якість і надійність виробів, що випускаються забезпечуються конструкторсько-технологічним потенціалом заводу і гарантовані системою контролю якості, сертифікованою по стандарту ДСТУ ISO 9002.

## Продукція
Підприємство виготовляє у повному циклі авіаційні агрегати, що використовуються у вітчізняному військовому цивільному літакобудуванні, керуючі шахтну гідравлику, спеціальні електроприлади, побутову електротехніку.
На території заводу знаходяться такі виробництва:
- Перше займається виготовленням агрегатів високого тиску та гідроапаратури. Воно об'єднує всі служби та цеха, що необхідні для повного технологічного циклу виробництва найскладніших виробів: починаючи з ливарного цеху, цеху хіміко-термічної обробки деталей до цеху збирання готових виробів у пиловологоконтролюємих приміщеннях та випробування їх на спеціальних стендах.
- Друге виробництво випускає широку гаму відцентрових насосів, що знайшли своє застосування у всіх літаючих апаратах, що випускаються у країнах СНД.
- Третє виробництво — це виробництво широкої гами електродвигунів та товарів народного вжитку (пилососи, електропобутовий інструмент тощо).

Завод оснащений обладнанням відомих фірм Італії, Німеччини, Швейцарії, Чехії, значна частина якого — обчислювальні центри з ЧПУ, що дозволяють виробляти деталі з жаростійких та нержавіючих сталей, кольорових металів.
Підприємство має розвинене електротехнічне виробництво, обладнання для виробництва деталей з пластмас та гуми, володіє достатніми гальванічними та литтєвими потужностями, має інструментальне виробництво, що виготовляє високоякісний інструмент для обробки високолегованих, жаростійких та нержавіючих сталей.
В рамках конверсійної програми у 1993 році підприємство налагодило випуск гідроемульсійної апаратури наступного асортименту: РСД-005, Эра-32, ГВТН-10У, КГУ-3У, МК97, МК98.
Дана гідроапаратура знайшла своє застосування у:
- кріплення механізоване 1МТ, 2 МТ, комплекс КМТ;
- кріплення механізоване КД-80;
- кріплення КГУ;
- кріплення механізоване, комплекс КД-98,МК-98А (секції);
- кріплення посадочні «Спутник», ПГС;
- агрегати очисні 1АНЩМ, 2АНЩМ, 2АНЩК(кріплення).

Підприємство забезпечує своєю продукцією всі вуглевидобувні ВО, а також Дружківський, Свердловський та Каменськ-Шахтинський машинобудівні заводи.
Виробничі потужності і технологічні можливості дозволили розширити номенклатуру виробляємої продукції та налагодити співробітництво з такими великими підприємствами України як: «Мотор-Січ», «Завод ім. Малишева», «АвтоЗАЗ-DAEWOO», «Укрзалізниця» тощо.
Більше 40 років ВАТ «ДАЗ» залишається найбільшим вітчизняним виробником пилососів відомої марки «Ракета». Підвищуючи якість та вдосконалюючи споживчі властивості своєї продукції, ВАТ «ДАЗ» у 1999 році випустив дві нові моделі пилососів: «Ракета 30М» та «Ракета 40», а у 2000 р. ще дві моделі — «Ракета 35» та «Ракета 45», які зараз успішно знаходять свого споживача. У планах підприємства — підготовка до випуску вітчизняного пилососа вологого прибирання.
ВАТ «ДАЗ» розробив ряд нових перспективних проектів разом з чеськими, італійськими та сінгапурськими партнерами по випуску побутової техніки та гумотехнічних виробів.
Адреса: 49052 Україна, Дніпропетровськ, вул. Щепкіна, 53, ao, http://www.aodaz.com.ua [Архівовано 27 липня 2014 у Wayback Machine.]